# Guzmán Szent Domonkos

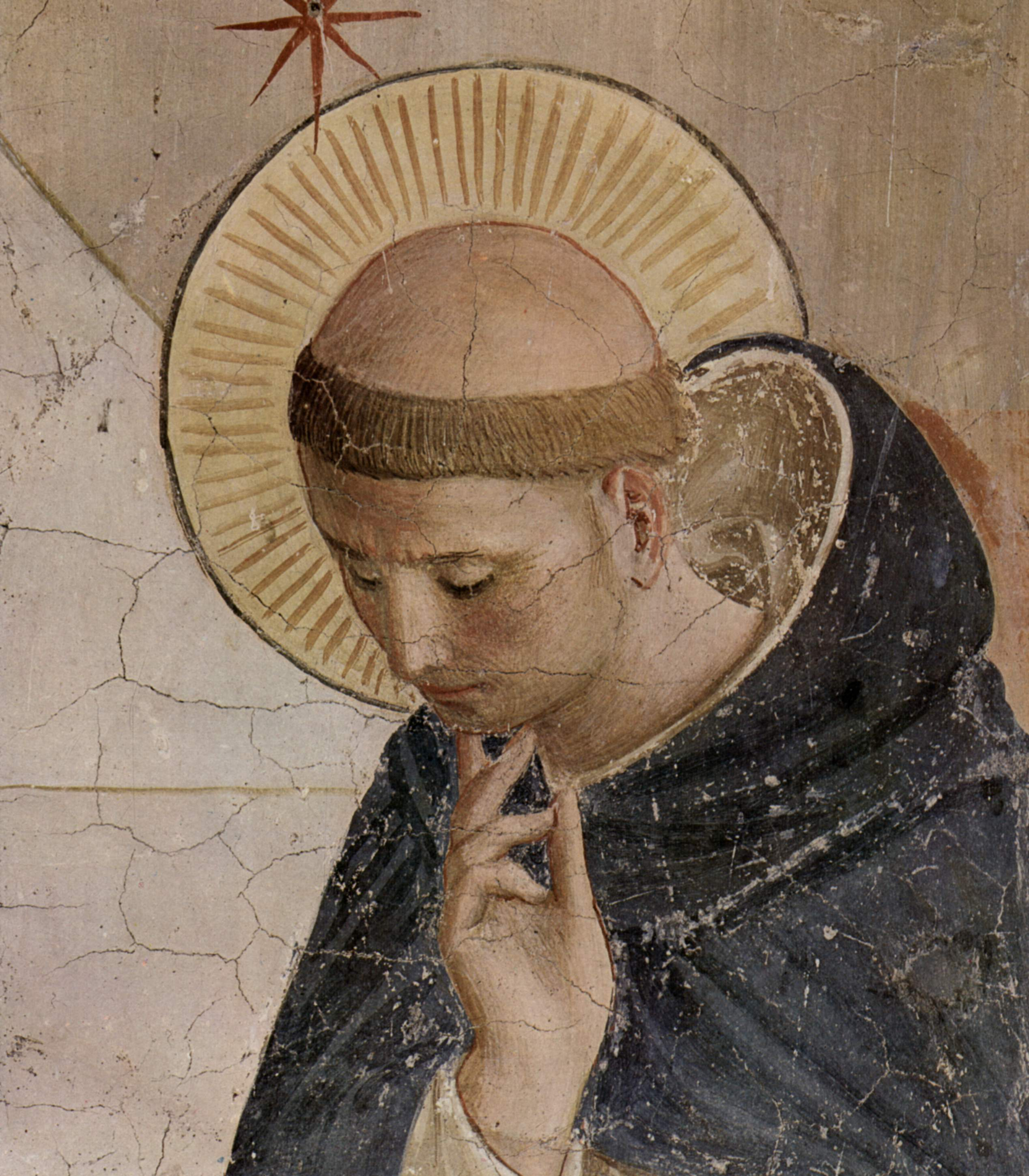
Fra Angelico 15. századi freskójának részlete

Guzmán Domonkos (spanyolul: Domingo de Guzmán), egyházi nevén Guzmán Szent Domonkos vagy gyakran csak Szent Domonkos (Caleruega, 1170–1175 körül – Bologna, 1221. augusztus 6.) középkori római katolikus pap, a Domonkos-rend megalapítója és névadója volt. A katolikus egyház szentje; 1234-ben kanonizálta IX. Gergely pápa. A csillagászok és természettudósok védőszentje.

## Életútja a rendalapítás előtt

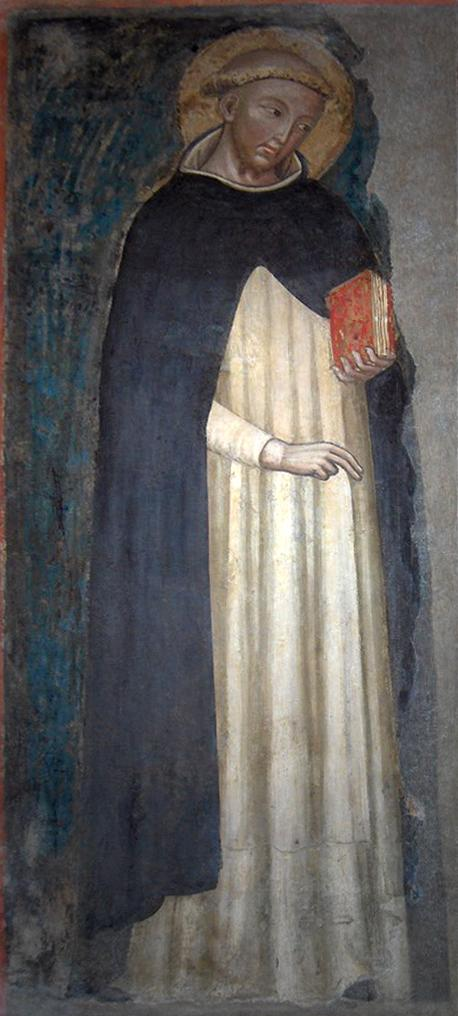
Domonkos első ismert ábrázolása a bolognai Szent Domonkos bazilikában (ismeretlen alkotó, 14. század)

A kasztíliai Caleruegában született, a tudósítások szerint módos családban. Nevét a Kasztíliában nagyon tisztelt Silosi Szent Domonkos után kapta. Szülei, Félix de Guzmán és Juana de Aza, illetve papi rangot viselő nagybátyja nevelték jómódban. Családja igen kegyes volt: Antonio nevű fivére világi papként, Manés nevű fivére és két unokaöccse domonkosként halt meg. (Manést és édesanyjukat később boldoggá avatták.) Domonkos Palencia iskolájában végezte igen eredményesen tanulmányait. Egy éhínség alkalmával állítólag minden vagyonát szétosztotta a szegények között, még értékes kéziratait is.
1196-ban belépett az osmai székesegyház kanonokjai közé, és 1201. január 13-án a káptalan alperjelévé tették. 1203–1204 és 1204–1205 között két diplomáciai küldetésen vett részt, melyek keretében VIII. Alfonz kasztíliai király trónörököse, Ferdinánd számára kértek feleséget Dániából, ám mire elvitték volna a menyasszonyt, az meghalt. Domonkos a küldetésen Acebói Diego, az osmai püspök kísérője volt, és miközben átutaztak Dél-Franciaországon, szembesültek az albigens eretnekség elterjedtségével. 1206-ban hazatérésük előtt Rómába utaztak, ahol Domonkos kérte III. Incét, hogy engedje keletre a kunokat téríteni. Az egyházfő erre nem adott engedélyt, viszont Domonkos kiválóan kamatoztathatta prédikátori képességeit a hazafelé vezető úton.

## Térítőmunka és rendalapítás
Domonkos 1206–1215 között az albigensek között maradt prédikálni Languedoc-ban és Toulouse vidékén Fulco püspök támogatásával. Diego, az osmai püspök egy ideig vele maradt, mindenben támogatva munkáját, ám végül teendői visszaszólították székhelyére, ahol még 1206-ban meghalt. Ugyanez év december 17-én a pápa jóváhagyta missziós módszerüket, mely az addigi egyházi kísérletekkel szemben arra épült, hogy maguk a prédikátorok krisztusi szegénységben ténykedtek. Sikerüket jól jelzi, hogy alig tíz nap múlva, december 27-én egy prouilhe-i (ma Fanjeaux) női közösség kérte fel Domonkost arra, hogy segítsen megszervezni az életüket. Domonkos a Szent Ágoston regulája alapján álló kolostorrá szervezte a prouilhe-i társaságot.
Bizonyos források szerint az albigens keresztes háború idején a hadjárat katonai vezetőjének, Simon de Montfortnak lett első számú segítője. Erre vonatkozóan másodlagos források állnak rendelkezésünkre, miszerint Montfort 1214-ben Domonkosnak adományozta egy elfoglalt város bevételeit. Eléggé kétes, de bizonyos életrajzokban szerepel, hogy Domonkos keresztelte Montfort leányát, valamint eskető pap volt Montfort legidősebb fia és a francia uralkodó egyik unokája esküvőjén. A Montforttal foglalkozó életrajzi adatok sok tekintetben összetettek és máig vita tárgyát képezik. Bizonyos, hogy 1214-ben Toulouse polgárai három házat adományoztak Domonkosnak, ezekben alakult meg később a Domonkos-rend, mivel az eredetileg kiszemelt városban, Carcassonne-ban ellenséges érzülettel viseltettek iránta a polgárok.
1213-ban Carcassonne püspökének segédjeként tevékenykedett. Térítőmunkája során Fulco püspök plébániához juttatta, hogy fenntarthassa magát, és az 1215. április 19-én megalakuló első prédikátorközösséget is ő hagyta jóvá. Bár a IV. lateráni zsinat abban az évben megtiltotta az új rendek alapítását, III. Ince pápa kivételt tett Domonkos prédikátorai esetében, és felajánlotta nekik a regulaválasztás lehetőségét. Domonkos és a fráterek Hippói Szent Ágoston szabályzata mellett döntöttek 1216-ban.

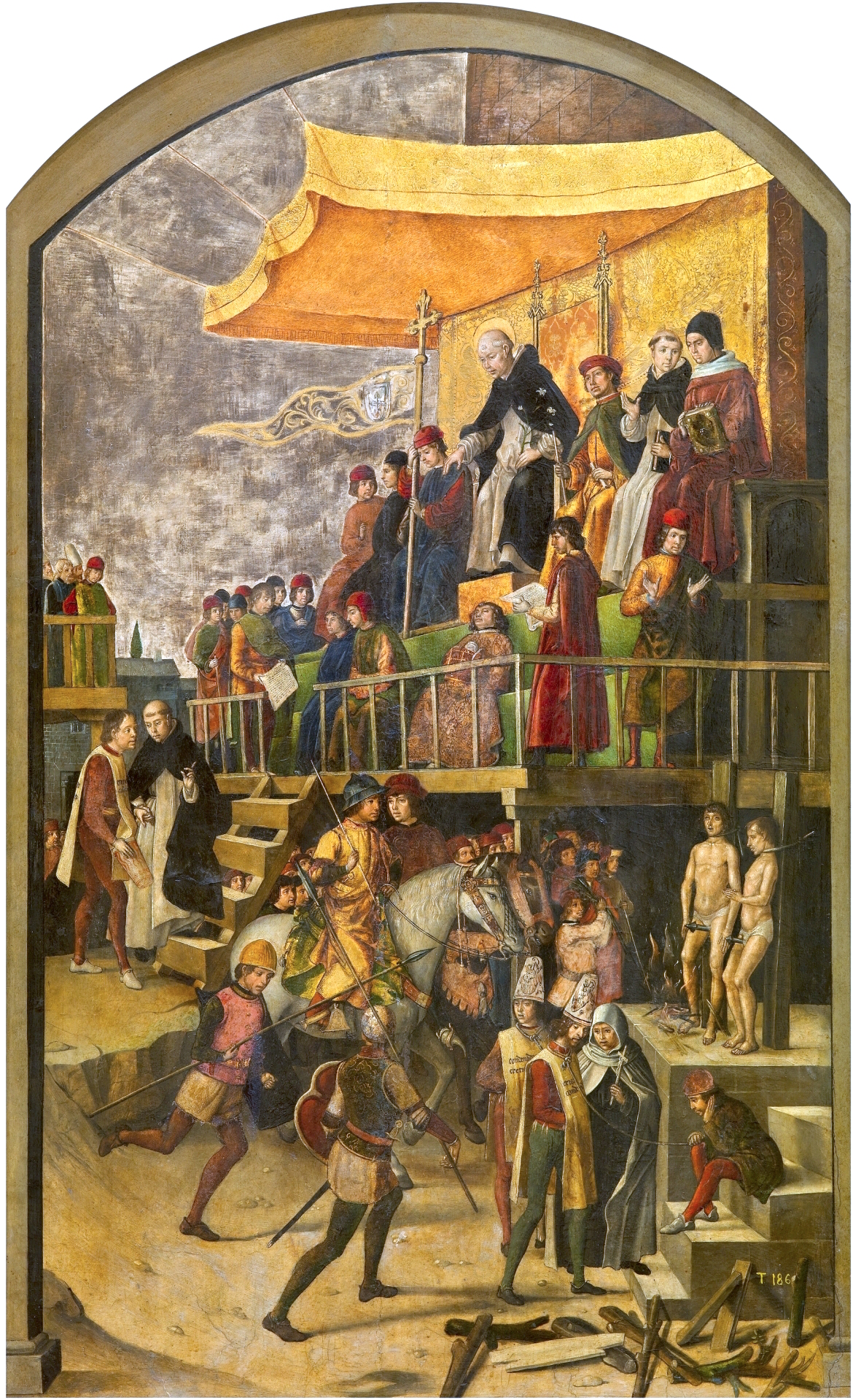
Pedro Berruguete: Szent Domonkos egy autodafén elnököl (1475). Bár később a domonkosok irányították az inkvizíciót, a rendalapító ilyen tevékenységben nem vehetett részt, mivel az inkvizítori tisztséget először 1231-ben vezették be.

 Domingo de Guzmán eretneküldöző tevékenységét az általa alapított rend szerzetesei folytatták, s tették ezt olyan eredményességgel, hogy 1227-ben a Laterán a domonkosokat kifejezetten ezzel a feladattal bízta meg. A Római Katolikus Egyház tanítóhivatala (Az Inkvizíció a latin inquisitio=megvizsgálni szóból származik) sokat köszönhet Domonkosnak, hisz nemcsak az eretnekek visszatérítésében, hanem a keresztény hit tartalmának, tanításának s továbbadásának a konzekvens és normatív jellegét is felügyelték, s ennek megfelelően hitvédelmi munkában is oroszlánrészt vállaltak a domonkosok.
A hithirdetők már III. Honoriusztól, Ince utódától kérték és kapták jóváhagyásukat. Először 1216. december 22-én az ágostonos regula által szabályozott életvitelt, 1217. január 21-én pedig a prédikációs tevékenységet hagyta jóvá. Ezzel megszületett az Ordo Fratrum Praedicatorum (O.P.), azaz a Prédikátor Testvérek Rendje, közismert nevén a domonkosok szerzetesi közössége.

## Szervezőmunka
Domonkos hátralevő idejét utazásokkal és a rendje megszervezésével töltötte. 1218-ban még Assisi Szent Ferenccel is találkozott, bár esetleges megbeszélésükről közelebbit nem tudunk. 1219-ben Toulouse-ban, Párizsban és Bologna városában tett látogatást. Ez utóbbiban tartották meg 1220 májusában a Domonkos-rend első nagykáptalanját, ahol elfogadták koldulórendi alkotmányukat. Ezt követően pápai megbízást teljesítve Róma városába utazott, megreformálta a városi apácaközösségeket, és 1221. február 28-án megalapította az ezeket egybegyűjtő, Szent Sixtusról (San Sisto) elnevezett zárdát.
1221 májusában megtartották a II. nagykáptalant Bolognában, majd ezt követően Domonkos észak-itáliai prédikálóutat tett. Augusztus 6-án Bolognában érte a halál. Rendházában temették el. Rendje élén a prédikátor testvérek történetének kezdeteit – így részben az ő életét is – írásba foglaló, Párizsban megismert Szászországi Boldog Jordán követte.

## Domonkos, a szent
Domonkost 1234. július 3-án avatta szentté korábbi barátja, IX. Gergely pápa. A források szerint számos csoda kötődött hozzá mind életében, mind halála után: nyelveken szólt, kenyeret szaporított, holtakat támasztott fel, betegeket gyógyított. A hagyomány szerint a gonosz többször is megkísértette, de Domonkos mindannyiszor meghátrálásra kényszerítette.
Ünnepét augusztus 8-án tartja a katolikus egyház. Rendszerint a domonkosok fehér öltözetében (habitus) és fekete köpenyében (cappa) ábrázolják, melyet csillagok díszítenek; feje körül aureola, kezében könyv látható (~Máté evangéliuma). Szent Domonkos (spanyolul Santo Domingo) nevét számos település őrzi, elsősorban Latin-Amerika és a Fülöp-szigetek területén, ezek közül a Dominikai Köztársaság fővárosa a legjelentősebb. Gyakran Hispaniola szigetét is Santo Domingo névvel illetik. Domonkos a Dominikai Köztársaság és a csillagászok védőszentje.